# Wallingford, Connecticut
Wallingford este un oraș în comitatul New Haven, statul Connecticut, SUA. Orașul este amplasat la altitudinea de 46 m deasupra n.m. ocupă suprafața de 103,3 km², din care 101,1 km² este uscat. La recensământul din 2005 orașul avea 44.736 loc. cu o densitate de 442,5 loc./km².
În oraș se află sediul internatului elită "Choate Rosemary Hall" și "U.S. Post Office in Delmar".

## Personalități marcante
- Stephen R. Bradley, senator
- Robert Gober, artist
- Lyman Hall, unul dintre întemeietorii Statelor Unite
- George Schaefer, regizor